# Champs de blé après la pluie
Les Champs de blé après la pluie, ou La Plaine d'Auvers, est un tableau de Vincent van Gogh (1853-1890) composé en juillet 1890 à Auvers-sur-Oise peu avant de mourir. Cette huile sur toile de 73,34 × 92,39 cm est conservée à Pittsburgh (États-Unis) au  Carnegie Museum of Art.

## Histoire
Vincent van Gogh s'installe le 20 mai 1890 à Auvers-sur-Oise, village du Vexin français à plus de 35 kilomètres au nord-ouest de Paris, pour se faire suivre par le docteur Gachet, ami des peintres et spécialiste des maladies nerveuses. L'auteur fait clairement référence à ce tableau dans sa dernière lettre à son frère Théo, le 23 juillet 1890. Quatre jours après avoir terminé cette toile, Vincent van Gogh se tire une balle de revolver en pleine poitrine dans un champ, le dimanche 27 juillet. Il meurt à l'auberge Ravoux le 29 juillet suivant à une heure et demie du matin.
Cette œuvre a été acquise par le musée en 1968, grâce à la générosité de la famille de Mrs Sarah Mellon Scaife

## Description
Le tableau montre des étendues de champs de blé aux alentours d'Auvers, alors que le ciel s'éclaircit après la pluie. Il a été décrit par Jacob Baart de la Faille sous le numéro de catalogue 781.